# Dimmornas bro (musikalbum)
Dimmornas bro är den svenska rockgruppen Dimmornas bros självbetitlade debutalbum, utgivet 1977 på Silence Records (SRS 4643).

## Låtlista
A
1. "Låt det inte gå ut över mig" – 5:14
2. "Gullänget" – 2:00
3. "Romeo" – 8:20
4. "Grisflykten" – 3:06

B
1. "Fängelset skolan alltså" – 4:26
2. "Och sen då..." – 4:08
3. "Waldos hotell" – 4:27
4. "Nånting sällsamt" – 6:30

## Medverkande
- Peter Adriansson – trummor, slagverk, sång
- Peter Blomqvist – gitarr
- Staffan Hellstrand – piano, orgel, synth, sång
- Mats Jonstam – gitarr, sång
- Kjell Thunberg – bas

### Fotnoter
1. ↑  ”Dimmornas bro”. Discogs.com. http://www.discogs.com/Dimmornas-Bro-Dimmornas-Bro/release/3643829. Läst 10 september 2012.